# فرانک مارت
فرانک مارت (انگلیسی: Frank Marth؛ ۲۹ ژوئیهٔ ۱۹۲۲ – ۱۲ ژانویهٔ ۲۰۱۴ (۹۱ سال)) یک هنرپیشه اهل ایالات متحده آمریکا بود.